# ヨゼフ・フロジャック
ヨゼフ・マリウス・シャルル・フロジャック（Joseph Marius Charles Flaujac、1886年3月31日 - 1959年12月12日）はパリ外国宣教会所属のフランス人宣教師である。1909年（明治42年）に来日し、結核患者及びその家族のための総合的な福祉施設を目指して活動し、東京における社会福祉活動に大きな足跡を残した。

## 生涯

### 生い立ち
1886年（明治19年）3月31日フランス南部のアヴェロン県ロデーズにて生まれる。1898年（明治31年）12歳の時、サン・ピエール小神学校に入学、1903年（明治36年）小神学校を卒業し、ロデーズの中神学校に入学する。1905年（明治38年）に1年間兵役に服し、翌1906年（明治39年）にパリ外国宣教会の運営する大神学校に入学する。1909年（明治42年）9月26日、大神学校を卒業と同時に司祭に叙階され、翌日には東京教区への派遣が決まり、同年11月21日にマルセイユを出発し12月30日に横浜に到着した。

### 明治から大正時代
1910年（明治43年）1月19日に宇都宮教会へ赴任、翌1911年（明治44年）には水戸教会へ主任司祭として転属し、北関東各地の徒歩伝道に従事した。その後、1914年（大正3年）8月に浅草教会、1917年（大正6年）12月10日には関口教会へ転任した。赴任直後の1918年（大正7年）1月24日、盲腸により一時危篤となるが20日後に回復し、神学校の校長や東京大司教区の会計係などを兼任した。

### 昭和初期

#### 結核患者との出会い
1927年（昭和2年）7月19日、東京府豊多摩郡野方村大字江古田（現在の中野区江古田）にあった東京市立中野療養所に行き、高橋登美男という結核患者を見舞った。この訪問を機に、毎週金曜日に患者を見舞い療養所の設立を模索する。

#### ベタニアの家
1929年（昭和4年）9月、東京府豊多摩郡野方町丸山（現在の中野区丸山）に民家を借り、身寄りのない結核患者5名を収容した。さらに1930年（昭和5年）には中野療養所近くの小川の畔に患者15名を収容する施設を建設し、同年6月27日に開設、それを「ベタニアの家」と命名した。翌1931年（昭和6年）にはベタニアの家近隣の土地212坪を購入し、附属していた建物に患者5名を移し、さらに10名の患者を収容した。同年、フロジャックを助けるため関口教会の女性信者数名が事業に参加し、「ロゼッタ姉妹会」（現在のベタニア修道女会）が発足した。
1932年（昭和7年）6月、ベタニアの家隣接地112坪を購入し増築、収容患者数は32名となった。同年10月、北多摩郡清瀬村（現在の清瀬市）に山林20,000坪を購入、同年12月にはベタニアの家の筋向いに患者の子供たちを収容するため、児童福祉施設「ナザレトの家」を建設、男児10数名を収容した。フロジャックは、この建設費用を支払えず苦慮したが、彼の苦しみを伝え聞いた大森に住む信者から600円、宇都宮の信者から400円の寄付金が送られてきた。更に同年12月24日、5,000円の御下賜金（天皇からの奨励金）を受け、この苦境を打開することが出来た。

#### 総合社会福祉施設への挑戦
1933年（昭和8年）1月、既に購入済だった清瀬村の土地に、軽症患者やその家族を収容できる総合施設を建設するため開拓に着手し、同年10月には病棟が完成、回復期の患者を社会復帰させるための施設、療養農園「ベトレヘムの園」を設立し軽症患者60名を収容した。翌1934年（昭和9年）5月にはベトレヘムの園西隣の土地7,500坪を買い入れ、児童養護施設「東星学園」（現在のベトレヘム学園）の建設に着手、同年8月2日に開園しナザレトの家の児童33名を移した。
1935年（昭和10年）、ベトレヘムの園を視察した東京府知事の香坂昌康は、この施設が重症患者も受け入れ可能なこと、また当時は軽症患者よりも重症患者収容の方が必要とされていたことから、ベトレヘムの園を診療所へ転換するよう提言した。フロジャックは自分の理想とは違ったが、診療所に転換することで東京府からの補助金も交付されることから、同年10月に診療所の認可を受け重症患者の受入れを開始した。そして軽症患者のためには「聖ヨゼフ寮」をベトレヘムの園構内に開設する。また同構内に聖堂を建設、小教区教会（現在の秋津教会）とした。
翌1936年（昭和11年）4月1日、収容された児童の教育のためベトレヘムの園構内に「東星尋常小学校」（現在の東星学園）を開校、生徒数は施設の児童と付近からの通学児童合わせて52名だった。同年5月にはベタニアの家構内の聖堂を小教区教会（現在の徳田教会）とした。

#### 社会福祉事業へ専念
1936年（昭和11年）に天主公教宣教師社団「ベタニア事業協会」が認可されると、同年5月2日には関口教会主任司祭及び東京大司教区司教総代理を辞職し事業へ専念する。翌1938年（昭和13年）7月には東星尋常小学校に幼稚園を併設し、また看護婦のために「聖テレジア寮」を新設する。翌1939年（昭和14年）4月にはベタニアの家構内に東星学園出身者で上級学校へ通学する生徒のために「聖ヴィンセンシオ寮」を新設し、同年6月にはベタニアの家を増築し定員64名とした。また同年2月、事業機関誌『るり草』を創刊、その第1号に初めて「不老若」のペンネームを使用する。さらに1940年（昭和15年）10月に御下賜金を受け、ベトレヘムの園に紀元二千六百年記念恩賜病棟を建設、11月には東星尋常小学校に高等科を併設する。
第二次世界大戦が激化した1941年（昭和16年）4月、国家総動員法に基づく「生活必需物資統制令」が制定され、国民生活への統制も強まり、事業の運営も厳しくなっていった。また、ヴィシー政権崩壊後には、在日フランス人も警察による監視下におかれ軟禁状態となったが、フロジャックに対しては当時すでに有名な社会福祉事業家であり、また御下賜金を受けていた事もあって、比較的自由な活動を許されていた。このような状勢の中、1942年（昭和17年）9月、東京市荒川区に「三河島診療所」を開設、日曜・夜間の診療にも応じ労働者の便宜を図った。翌1943年（昭和18年）4月には外国語（敵性語）の排斥が進み「ベタニア事業協会」を「慈生会」に変更する。同年6月10日には働く母親のため江古田に託児所「徳田保育園」を開設した。

### 戦後

#### 浮浪者の救護へ
1945年（昭和20年）10月、北海道旅行の途中、上野駅地下道の両側を埋め尽くす浮浪者たちを見て診療活動を模索する。同年12月25日、医師・看護婦・修道女による「ベタニア巡回診療班」を組織し、行動を開始する。焼け残った忍岡学校の校舎が、厚生会館として浮浪者の収容所となっていたため、その一角に診療室を設置し、毎日150名程度を診療したのち、聖母病院の診療班と協力して上野駅地下道を巡回し浮浪者を診療した。翌1946年（昭和21年）4月には浅草教会付属幼稚園を借用し、改装して「浅草診療所」を開設した。このベタニア巡回診療班の活動は1947年（昭和22年）の2月まで続けられ、診療した浮浪者は20,000人を超えた。

#### 社会福祉事業の拡大

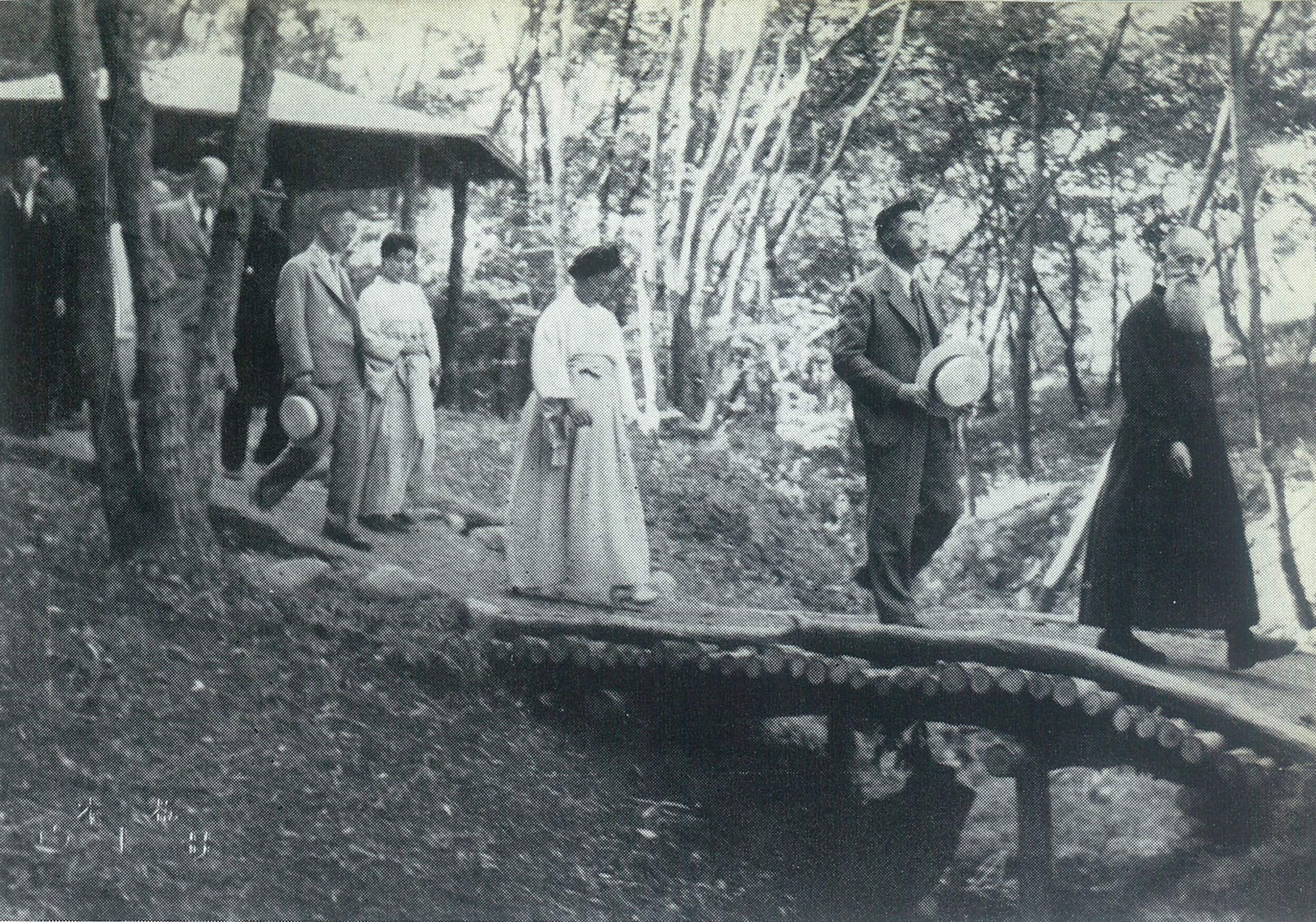
行幸啓の様子

1946年（昭和21年）7月、栃木県那須郡那須町の御料地約960,000坪を借り受け、新たな総合社会福祉施設の建設を目指し開拓を開始する。街道沿いの土地を「聖ヨゼフの山」、奥まった土地を「聖マリアの山」と名付け「那須事業所」を開設した。同年12月には電灯線を引き込み、翌1947年（昭和22年）には診療所を設置した。この診療所は付近が無医地区だったため、近隣住民にも多く利用された。また1947年（昭和22年）9月8日、この那須事業所に天皇・皇后が行幸を行った。
1947年（昭和22年）8月、東星小学校に寄宿舎を新設し「東星中学校」を併設、激増した戦災孤児のため学園も増築し、140名の児童を収容する。1948年（昭和23年）1月31日、事業資金調達のため、アメリカ経由でヨーロッパへの旅行に出発し、パリ・ローマ・ローデントと巡り、同年6月21日に帰国する。この旅行中、日本での功績を認められフランス政府からレジオンドヌール勲章を受章する。また教皇ピオ12世に謁見した。
1949年（昭和24年）10月、台東区坂本2丁目の土地と建物を購入し、診療所と保育園を併設した「坂本診療所」を開設する。翌1950年（昭和25年）4月には板本診療所地内に「上野保育園」を開設した。1951年（昭和26年）には徳田保育園の隣接地3,000坪を購入し増築する。また、同年3月29日に施行された社会福祉事業法により、翌1952年（昭和27年）7月には「財団法人 慈生会」を「社会福祉法人 慈生会」に組織変更した。
1952年（昭和27年）5月28日、日比谷公会堂にて行われた結核死亡率半減記念式典にて、ただ一人の外国人として表彰を受ける。那須事業所の聖マリア山の開拓も進み、同年9月には回復期の患者のためのアフター・ケア施設が完成し、翌10月には聖マリアの山頂上に林間学校用の施設「八角堂」が完成する。その他にも人工養魚池などが造られ、1954年（昭和29年）11月に山開きの式典が行われた。この年までに聖ヨゼフの山は、60,000坪の開墾が完了し、診療所・聖堂・司祭館・畜舎・製材所など一連の設備が整い、またトラピスト会を招致し、修道院も一部完成していた。
1953年（昭和28年）4月、ベトレヘムの園構内に「慈生会準看護学院」を開設、生徒13名が入学した。同年7月にはベタニアの家構内に徳田教会を建設する。翌1954年（昭和29年）7月には東星学園理事長として長年の功により勲五等双光旭日章を受章する。1955年（昭和30年）にはベタニアの家隣接の桐蔭学園を結核予防会から購入、100名収容可能の「新ベタニアの家」を開設した。
1956年（昭和31年）6月、「東星女子高等学校」（定時制）を開校する。また当時、結核患者数は減少する一方で、精神病・知的障害・老人介護等の問題が浮かび上がっていた。さらに那須事業所のアフター・ケア施設は立地条件が悪く不評であったため、同年10月にアフター・ケア施設として使用する予定だった建物を転用し、知的障害児施設「光星学園」を開設した。1958年（昭和33年）9月にはベタニアの家隣接地に「慈生会病院」を開設、同年10月にはベトレヘムの園敷地内に老人ホーム「聖家族の家」を開設した。

### 晩年
1959年（昭和34年）1月19日、朝日新聞社から朝日賞を受賞し、同年9月29日には清瀬町野塩にアフター・ケア施設「柳瀬寮」を開設、これが彼の最後の仕事となった。同年11月29日より病床に臥せ、12月12日に死去。遺言は「私は貧しい人々の友であった。私の葬式は貧しい人に相応しいものにして欲しい。花は一切ご遠慮したい。思召しがあったら貧しい人々に与えて頂きたい」というものであった。死去に際し、日本政府から勲四等瑞宝章が贈られた。

## 人物
記憶力が良く体格は小柄で痩せ型だったが、性格は豪快で負けず嫌い、ワンマン的であったため、様々なエピソードが残っている。
- 宇都宮教会に赴任後、1週間で日本語を覚え、2週間目には信者に説教をしていたという[1]。

- 水戸教会赴任中、薪割りの最中に誤って足に斧を振り下ろしてしまい、骨まで達する裂傷を負うが、自ら消毒し縫い針と糸で縫合してしまった。数日後に化膿した時にはヒルを患部に貼って膿を吸い出させ治療したという[2]。

- 浅草教会赴任中、従来の教会組織を改革しようと信徒に対して度々厳しい態度をとり「厳しい神父」として振舞った事から、彼が関口教会へ転任したのち、浅草教会の信徒たちから、1917年（大正6年）7月に落成した応接所の新築工事費未払い分を「あなたがお建てになったのだから」と請求され、約1,000円を支払わされた[3]。

- 楽観主義であり、事業で資金繰りに困っても「私はお金があって仕事を始めたのではない。神さまは必要ならばきっとお金を与えてくださる。私は天国に貯金しているのだから」と自信満々に話したという[4]。

- 関東大震災の時には、関口教会児童会館に被災者を受け入れ、5日間不眠不休で救援活動を行った[5]。

- 生涯を通して清貧に徹し、関口教会主任司祭の時にはベッドを使わず畳の上で寝起きし、色褪せたスータンを着て質素な生活を送った。昼食も抜いて1日2食の生活だったが、昼食の替わりにビールを飲んでいた。1937年（昭和12年）頃からは中古の患者用木製ベッドを譲り受け、死ぬまで使用した[6]。

- ロゼッタ姉妹会の修道女が、フロジャックの体調不良時に「お体はいかがですか？」と声を掛けると「お体とはなんだ？私のことなど心配するでない」と怒鳴られた[7]。また、そのワンマンな性格から1936年（昭和11年）にロゼッタ姉妹会の主要メンバー数名がフロジャックと対立し離反、ベトレヘムの園を去った。この騒動は当時の新聞にも報道され、マスコミの餌食となった[8]。

- ベタニア巡回診療班の活動を始めた頃、浮浪者に「白ひげのサンタクロース」と呼ばれ、大きな袋から支援物資をつかみ出しては浮浪者に分け与え、またキャラメルを子供たちに配る際には、その汚れた顔に頬ずりしたという[9]。

- ジョークや駄洒落が好きで、「神父さん、いい建物が出来ましたね」と言われれば「金が無いから借金コンクリートだよ」と答えたり、ベタニアの家を「ベニアの家」と呼んだりした[10]。死の数日前にも「痩せてしまったから、葬儀屋に割引してもらってな」などと発言している[11]。

## 略歴
- 1886年（明治19年）3月31日 誕生
- 1898年（明治31年）サン・ピエール小神学校に入学
- 1903年（明治36年）中神学校に入学
- 1905年（明治38年）1年間兵役に服す
- 1906年（明治39年）パリ外国宣教会の運営する大神学校に入学
- 1909年（明治42年）9月26日 司祭に叙階
- 1909年（明治42年）12月30日 来日
- 1910年（明治43年）1月19日 宇都宮教会へ赴任
- 1911年（明治44年）水戸教会へ赴任
- 1914年（大正3年）8月 浅草教会へ赴任
- 1918年（大正6年）12月10日 関口教会へ転任
- 1927年（昭和2年）7月19日 東京市立中野療養所に行き、患者の見舞を開始
- 1929年（昭和4年）9月 丸山に民家を借り、結核患者を収容
- 1930年（昭和5年）6月27日 江古田に「ベタニアの家」を開設
- 1932年（昭和7年）12月 ベタニアの家筋向いに「ナザレトの家」を開設
- 1933年（昭和8年）10月 清瀬村に「ベトレヘムの園」を開設
- 1934年（昭和9年）8月2日 ベトレヘムの園の隣地に「東星学園」を開設
- 1935年（昭和10年）10月 ベトレヘムの園、診療所の認可を受け重症患者の受入れを開始
- 1936年（昭和11年）天主公教宣教師社団「ベタニア事業協会」認可
- 1936年（昭和11年）4月1日 ベトレヘムの園構内に「東星尋常小学校」を開校
- 1937年（昭和12年）関口教会主任司祭及び東京大司教区司教総代理を辞職
- 1938年（昭和13年）7月 東星尋常小学校に幼稚園を併設、「聖テレジア寮」を開設
- 1939年（昭和14年）2月、事業機関誌『るり草』を創刊
- 1939年（昭和14年）4月 ベタニアの家構内に「聖ヴィンセンシオ寮」を開設
- 1940年（昭和15年）10月 ベトレヘムの園に紀元二千六百年記念恩賜病棟を建設
- 1940年（昭和15年）11月 東星尋常小学校に高等科を併設
- 1942年（昭和17年）9月 三河島に「三河島診療所」を開設
- 1943年（昭和18年）4月 「ベタニア事業協会」を「慈生会」に変更
- 1943年（昭和18年）6月10日 江古田に「徳田保育園」を開設
- 1945年（昭和20年）12月25日 「ベタニア巡回診療班」を組織、上野地下道にて診療活動開始
- 1946年（昭和21年）4月 浅草教会構内に「浅草診療所」を開設
- 1946年（昭和21年）7月 那須町の御料地を借り受け、開拓を開始
- 1947年（昭和22年）那須事業所に診療所を設置
- 1947年（昭和22年）8月 東星小学校に「東星中学校」を併設
- 1948年（昭和23年）レジオンドヌール勲章を受章
- 1949年（昭和24年）10月 坂本に「坂本診療所」を開設
- 1950年（昭和25年）4月 坂本診療所構内に「上野保育園」を開設
- 1952年（昭和27年）7月 「社会福祉法人 慈生会」に組織変更
- 1952年（昭和27年）5月28日 結核死亡率半減記念式典にて表彰される
- 1952年（昭和27年）9月 那須事業所にアフター・ケア施設が完成
- 1952年（昭和27年）10月 那須事業所に「八角堂」が完成
- 1953年（昭和28年）4月 ベトレヘムの園構内に「慈生会準看護学院」を開設
- 1953年（昭和28年）7月 徳田教会を献堂
- 1954年（昭和29年）7月 勲五等双光旭日章を受章
- 1955年（昭和30年）ベタニアの家隣地に「新ベタニアの家」を開設
- 1956年（昭和31年）6月 ベトレヘムの園構内に「東星女子高等学校」を開校
- 1956年（昭和31年）10月 那須事業所に「光星学園」を開設
- 1958年（昭和33年）9月 ベタニアの家隣地に「慈生会病院」を開設
- 1958年（昭和33年）10月 ベトレヘムの園敷地内に「聖家族の家」を開設
- 1959年（昭和34年）1月19日 朝日賞を受賞
- 1959年（昭和34年）9月29日 野塩に「柳瀬寮」を開設
- 1959年（昭和34年）12月12日 死去、勲四等瑞宝章を受章